# Горобці (фільм, 2015)
«Горобці» (ісл. Þrestir) — міжнародно-спродюсований драматичний фільм, знятий Рунаром Рунарссоном. Світова прем'єра стрічки відбулась 11 вересня 2015 року на міжнародному кінофестивалі в Торонто. Також фільм показали в секції «Фестиваль фестивалів» 45-го Київського міжнародного кінофестивалю «Молодість».

## У ролях
- Альті Оскар Ф’яларссон — Арі
- Інґвар Еґґерт Сіґурдссон — Гуннар
- Крістбйорґ Кьєльд — бабуся
- Ракел Бйорк Бйорнсдоттір — Лара

## Визнання
| Нагороди та номінації фільму «Горобці» | Нагороди та номінації фільму «Горобці»       | Нагороди та номінації фільму «Горобці» | Нагороди та номінації фільму «Горобці» | Нагороди та номінації фільму «Горобці» | Нагороди та номінації фільму «Горобці» |
| Рік                                    | Нагорода                                     | Категорія                              | Номінант                               | Результат                              |                                        |
| -------------------------------------- | -------------------------------------------- | -------------------------------------- | -------------------------------------- | -------------------------------------- | -------------------------------------- |
| 2015                                   | Сан-Себастьянський міжнародний кінофестиваль | «Золота мушля» за найкращий фільм      | «Горобці»                              | Перемога                               |                                        |
| 2015                                   | Загребський кінофестиваль                    | «Золота коляска» за найкращий фільм    | «Горобці»                              | Номінація                              |                                        |